# Hillbilly-Music.com
Hillbilly-Music.com ist eine englischsprachige US-amerikanische Internet-Datenbank, die sich darauf spezialisiert hat, Informationen über Hillbilly-Musiker, Gruppen, Country-Sendungen und Moderatoren bereitzustellen. Es finden sich dort Biographien über Künstler, Gruppen und Moderatoren sowie Informationen über alte Barn-Dance-Shows sowie Neuigkeiten aus der Welt der Old-Time-Musik. 
Der Sitz der Leitung dieser Website, die auch die Recherche übernimmt, befindet sich in Modesto, Kalifornien. Der Name der Seite leitet sich von der alten Bezeichnung für die Country-Musik ab. Der Begriff Hillbilly wurde ab 1925 zunehmend als Begriff für die Musik ländlicher Musiker verwendet.
Hillbilly-Music.com wurde erstmals am 1. April 2002 online geschaltet. In der 30-jährigen Jubiläumsausgabe 2002 der Zeitschrift Country Music stand die Seite, „the site dedicated to the history of hillbilly music, its people and music“, im Blickpunkt. Motto von Hillbilly Music.com ist „Hillbilly Music.com - About the people, the music, the history.“ Bis 2007 wurden über fünf Millionen Besuche registriert; bereits ein Jahr später stieg die Zahl auf über sieben Millionen Besuche. 2008 wurden ebenfalls Verbindungen mit Amazon.com und dem Ernest Tubb Record Shop eingeführt, um leichter auf das Erwerben der Musik der Künstler hinzuweisen. Informationen der Seite werden ebenfalls in Büchern verwendet, so beispielsweise für den Artikel über den Virginia Barn Dance, der sich im Buch Stringbands in the Carolina Piedmonts findet. 